# Kegelschiff

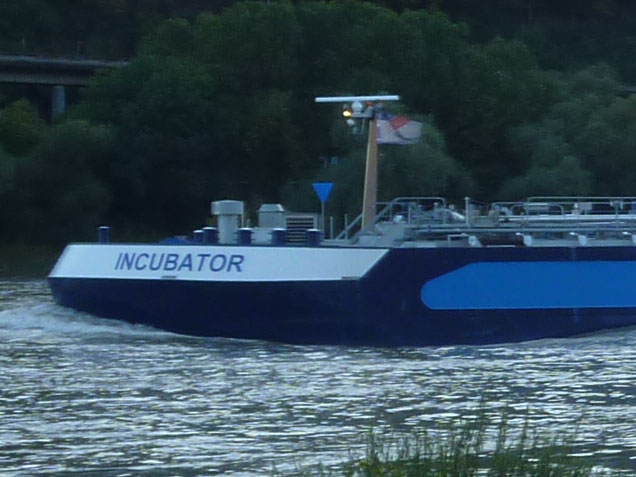
Blauer Kegel auf einem Tanker

Als Kegelschiff werden in der Binnenschifffahrt Schiffe bezeichnet, die auf Grund gesetzlicher Vorschriften, z. B. in der Rheinschifffahrt § 3.14 RheinSchPV, wegen ihrer Ladung einen oder mehrere blaue Kegel führen müssen. Die Kegel sind von allen Seiten gut sichtbar mit der Spitze nach unten anzubringen. Nachts müssen die Schiffe entsprechend der Anzahl der Kegel blaue Lichter führen. Der Kegel muss eine Höhe von 80 cm und einen Durchmesser von 50 cm haben.

## Anzahl der Kegel
- Schiffe mit bestimmter entzündlicher Ladung nach Gefahrgutverordnung (ADN) führen einen blauen Kegel, der mindestens drei Meter über der Einsenkungsmarke auf dem Vor- und Achterschiff angebracht sein muss.
- Schiffe mit gesundheitsschädlichen Stoffen führen jeweils zwei Kegel im Abstand von einem Meter übereinander, wobei der unterste drei Meter über der Einsenkungsmarke liegen muss.
- Schiffe mit Explosivstoffen müssen drei Kegel übereinander führen.

## Beschränkungen und besondere Vorschriften
Kegelschiffe müssen sich auf bestimmten Fluss- und Kanalabschnitten auf den dort angegebenen Funkkanälen melden. Liegeplätze für Kegelschiffe sind besonders gekennzeichnet, für andere Schiffe gilt dort Liegeverbot.

## Kennzeichnung von Liegeplätzen für Kegelschiffe

Beispiele für diese Kennzeichnungen auf der Donau sind in den Einzelnachweisen angegeben.

## Schleusenregelung
Auf den Warteplätzen vor den Schleusen und in den Schleusen müssen andere Schiffe mindestens zehn Meter Abstand halten. Passagierschiffe dürfen nicht zusammen mit Kegelschiffen geschleust werden.
Schiffe oder Zusammenstellungen von mehreren Schiffen mit ein oder zwei Kegeln werden einzeln geschleust. Containerschiffe mit einem oder zwei Kegeln können zusammen mit anderen Gütermotorschiffen geschleust werden, wenn der Abstand zwischen den Schiffen (Bug-Heck) mindestens zehn Meter beträgt.